# Auguste Prasch-Grevenberg
Auguste Prasch-Grevenberg, née à Darmstadt (Grand-duché de Hesse) le 22 août 1854 et morte à Weimar (Thuringe) le 14 décembre 1945, est une actrice allemande.

## Filmographie partielle
- 1919 : La Peste à Florence d'Otto Rippert
- 1921 : Die Rache einer Frau de Robert Wiene
- 1922 : Docteur Mabuse le joueur (Doktor Mabuse, der Spieler) de Fritz Lang (non créditée)
- 1928 : La Sainte et son fou (Die Heilige und ihr Narr) de William Dieterle
- 1929 : Waterloo de Karl Grune
- 1937 : Huis clos (Unter Ausschluß der Öffentlichkeit) de Paul Wegener